# Pearl (Illinois)
Pour les articles homonymes, voir Pearl.
Pearl est un village situé au sud-est du comté de Pike dans l'Illinois, aux États-Unis,. Il est incorporé le 6 octobre 1894.

## Démographie
Lors du recensement de 2010, le village comptait une population de 138 habitants. Elle est estimée, en 2016, à 134 habitants.

### Source de la traduction
- (en) Cet article est partiellement ou en totalité issu de l’article de Wikipédia en anglais intitulé « Pearl, Illinois » (voir la liste des auteurs).